# Seconda Categoria 1909-1910
La Seconda Categoria 1909-1910 fu il nono campionato per seconde squadre dei club maggiori, presenti già nel campionato di Prima Categoria, a venir disputato in Italia. Esso era integrato con alcune squadre titolari minori.

## Stagione
Abrogata, per quanto riguardava la Seconda Categoria, ogni tipo di distinzione fra campionato federale o italiano, per le seconde squadre si valutò di non introdurre il girone unico istituito in Prima Categoria, ma di contenere i costi continuando sostanzialmente la formula degli ultimi anni.
Con il nuovo regolamento del 1909, come previsto dall'articolo 6, i campionati di calcio vennero suddivisi in cinque sezioni completamente separate tra loro (non era prevista una fase finale intersezionale tra le vincitrici delle singole sezioni, salvo eventualmente per la Prima Categoria):
- I sezione: Italia nord-occidentale.
- II sezione: Italia nord-orientale.
- III sezione: Italia Centrale.
- IV sezione: Italia meridionale.
- V sezione: Italia insulare.

Sempre l'articolo 6 prevedeva che, per ogni sezione, alle squadre vincenti i campionati sezionali erano assegnati premi speciali; lo stesso articolo stabiliva che per la Seconda Categoria i campionati erano strettamente sezionali, con premi annuali, escludendo quindi lo svolgimento di una fase finale intersezionale. I campionati della prima sezione tuttavia avevano un'importanza maggiore rispetto a quelli delle altre sezioni: infatti ai vincitori dei campionati della I sezione erano assegnate delle coppe Challenge, cosa non prevista per le altre sezioni. Erano proprio queste coppe Challenge a rappresentare di fatto il titolo nazionale assoluto, e infatti il regolamento prevedeva (sempre nell'articolo 6) che nel caso si fosse disputata una fase finale intersezionale tra i campioni sezionali (cosa prevista dal regolamento eventualmente solo per la Prima Categoria), a cui avesse preso parte anche il vincitore della prima sezione, il possesso della coppa Challenge sarebbe passato dal vincitore della prima sezione al campione d'Italia assoluto. Di fatto, quindi, i campioni della prima sezione di Seconda Categoria, assicurandosi la coppa Challenge, si aggiudicavano anche il titolo di Campioni d'Italia di Seconda Categoria, oltre alle medaglie di bronzo previste all'articolo 14.
Inoltre, per combattere il malcostume da parte delle seconde squadre delle società di Prima Categoria iscritte al campionato di Seconda Categoria di schierare in campo giocatori appartenenti alla prima squadra, furono introdotte delle limitazioni, contenute nell'articolo 5. Quest'ultimo stabiliva che, anche se al campionato di Seconda Categoria potevano prendere parte tutti i calciatori con la tessera federale in regola, non ponendo assolutamente alcun limite di età, non potevano prendervi parte quei giocatori che avevano preso parte ad almeno due (nel caso di torneo ad eliminazione semplice) o tre gare (nel caso di girone completo) di Prima Categoria.
Per quanto riguarda le sconfitte a tavolino, fu stabilito che nel caso una squadra non si fosse presentata in tempo entro 45 minuti dall'inizio previsto della partita, caso casi di forza maggiore, essa avrebbe perso la partita a tavolino per 0-2 (articolo 8). Invece, se una squadra avesse disputato una partita di campionato schierando un giocatore non in regola, avrebbe perso la partita a tavolino per 0-1 (articolo 11).

### Formula
Il campionato, giocato fra il dicembre del 1909 e l'aprile del 1910, prevedeva un girone per ciascuna città capoluogo, eventualmente seguito da un raggruppamento regionale. La vincitrice di ciascun girone regionale si qualificava a un ulteriore girone interregionale.
Il calendario prevedeva per i raggruppamenti dei capoluoghi gironi di sola andata, per i gruppi regionali e interregionali gironi di andata e ritorno.

### Avvenimenti

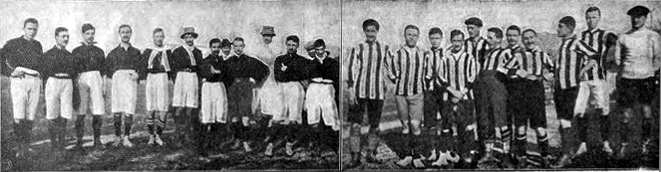
Naples-Bari 6-2 del 20 febbraio 1910.

Nessuna delle formazioni venete fu ammessa ai campionati nazionali di questa stagione, dopo che la FIGC aveva giudicato disastrosi gli esiti della loro partecipazione sperimentale dell'anno precedente. Il timore di una secessione del Sud Italia portò invece per la prima volta alla disputa di un girone sovraregionale a carattere ufficiale, in cui si affrontarono il Naples di William Poths e il Bari di Floriano Ludwig: a prevalere fu la formazione parteno-britannica.
Nel Triangolo industriale invece, il campionato riprese abbastanza chiaramente il suo carattere di campionato di seconde squadre con le formazioni riserve dei club partecipanti alla Prima Categoria, mentre furono solo tre le formazioni titolari di cui peraltro una, il Piemonte, era stato invitato ad aderire al campionato principale ma aveva rinunciato.

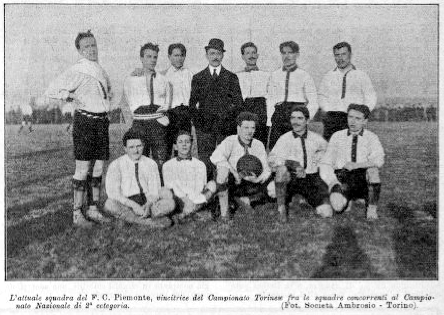
La rosa del Piemonte nella stagione 1909-1910.

Le eliminatorie piemontesi videro la prematura eliminazione proprio del Piemonte, anche a causa di alcune discusse decisioni disciplinari da parte della FIGC ai danni dei piemontini. Sconfitte le riserve della Juventus per 3-1 nella prima partita del girone eliminatorio torinese, il successivo ritiro delle riserve del Torino sembrò decretare il passaggio del turno del Piemonte, sennonché la FIGC, preso atto del ritiro del Torino, decise di trasformare il girone da girone semplice a girone doppio, imponendo una partita di ritorno Juventus-Piemonte inizialmente non prevista. Tale partita, vinta dalla Juventus per 4-2, fu assai contestata dalla dirigenza piemontina, che accusarono l'arbitro dell'incontro, Crivelli dell'Ausonia, di aver favorito la vittoria bianconera, non rilevando numerosi fuorigioco ed espellendo in un sol colpo ben tre giocatori piemontini per proteste, costringendo il Piemonte a giocare in otto contro undici. I tre giocatori piemontini espulsi ricevettero una pesante squalifica di quattro mesi, privando la squadra di elementi importanti. A causa della parità in punti e in differenza reti tra le due squadre, si dovette disputare una partita di spareggio in campo neutro, vinta alla fine dal Piemonte per 1-0, che si aggiudicò così le eliminatorie torinesi qualificandosi alla finale delle eliminatorie piemontesi contro le riserve della Pro Vercelli. Privati dei tre giocatori squalificati per quattro mesi, i piemontini persero in casa per 3-1 la gara di andata a Torino, rinunciando poi a disputare la partita di ritorno a Vercelli e venendo così eliminati dal torneo.
L'unica squadra titolare a qualificarsi al girone finale fu la Libertas di Milano. E fu proprio quest'ultima a chiudere in testa a pari punti con le riserve della Pro Vercelli il girone finale del Nordovest. A questo punto, come nella precedente edizione del campionato federale, il titolo nazionale si decise a tavolino. Lo spareggio coi piemontesi non si poté infatti giocare per la squalifica di questi ultimi subita in occasione dell'altro spareggio, quello di Prima Categoria contro l'Inter. Fu così che la Libertas vinse il campionato di Seconda Categoria 1909-1910.

## Squadre partecipanti
Al campionato si iscrissero le seguenti squadre, tra cui tre titolari nella sezione principale:
| Club                                    | Rosa     | Città    | Stadio                             |
| --------------------------------------- | -------- | -------- | ---------------------------------- |
| Foot Ball Club Torino (B)               | dettagli | Torino   | campo di Piazza d'Armi             |
| Foot-Ball Club Juventus (B)             | dettagli | Torino   | Stadio di Corso Sebastopoli        |
| Piemonte Football Club                  | dettagli | Torino   | Campo?                             |
| Società Ginnastica Pro Vercelli (B)     | dettagli | Vercelli | Campo di piazza Principe di Napoli |
| Spinola Football Club                   | dettagli | Genova   | Campo di Rivarolo Ligure           |
| Genoa Cricket and Football Club (B)     | dettagli | Genova   | Campo sportivo di San Gottardo     |
| Società Ginnastica Andrea Doria (B)     | dettagli | Genova   | Campo sportivo della Cajenna       |
| Milan Foot-Ball and Cricket Club (B)    | dettagli | Milano   | Campo Milan di Porta Monforte      |
| Unione Sportiva Milanese (B)            | dettagli | Milano   | Campo della cascina Mojetta        |
| Football Club Internazionale Milano (B) | dettagli | Milano   | Campo di Ripa Ticinese             |
| Libertas Football Club                  | dettagli | Milano   | Campo di via Bersaglio             |
| Foot-Ball Club Bari                     | dettagli | Bari     | Campo San Lorenzo                  |
| Naples Foot-Ball Club                   | dettagli | Napoli   | Campo militare di Bagnoli          |

## Eliminatorie piemontesi

### Girone torinese

#### Classifica finale
|  | Pos. | Squadra     | Pt      | G | V | N | P | GF | GS | DR |
|  | ---- | ----------- | ------- | - | - | - | - | -- | -- | -- |
|  | 1.   | Piemonte    | 2       | 2 | 1 | 0 | 1 | 5  | 5  | 0  |
|  | 1.   | Juventus II | 2       | 2 | 1 | 0 | 1 | 5  | 5  | 0  |
|  |      | Torino II   | Escluso |   |   |   |   |    |    |    |

Legenda:
      Ammesso allo spareggio.
Note:
Due punti a vittoria, uno a pareggio, zero a sconfitta.

#### Risultati
| \| andata (1ª) \| andata (1ª) \| 1ª giornata \| ritorno (2ª) \| ritorno (2ª) \| \| \| \| \| \| \| \| 26 dic. \| 3-1 \| Piemonte-Juventus II \| 2-4 \| 9 gen. \| |             |                      |              |              |
| andata (1ª) | andata (1ª) | 1ª giornata          | ritorno (2ª) | ritorno (2ª) |
| |             |                      |              |              |
| 26 dic. | 3-1         | Piemonte-Juventus II | 2-4          | 9 gen.       |

| andata (1ª) | andata (1ª) | 1ª giornata          | ritorno (2ª) | ritorno (2ª) |
|             |             |                      |              |              |
| 26 dic.     | 3-1         | Piemonte-Juventus II | 2-4          | 9 gen.       |

#### Spareggio
|          | Risultati |             | Luogo e data         |
| -------- | --------- | ----------- | -------------------- |
| Piemonte | 1-0       | Juventus II | Torino, 16 gen. 1910 |
|          |           |             |                      |

### Girone regionale

#### Classifica finale
|  | Pos. | Squadra         | Pt | G | V | N | P | GF | GS | DR |
|  | ---- | --------------- | -- | - | - | - | - | -- | -- | -- |
|  | 1.   | Pro Vercelli II | 4  | 2 | 1 | 0 | 0 | 5  | 1  | +4 |
|  | 2.   | Piemonte        | 0  | 2 | 0 | 0 | 1 | 1  | 5  | -4 |

Legenda:
      Campione piemontese di Seconda Categoria 1909-1910.
Note:
Due punti a vittoria, uno a pareggio, zero a sconfitta.

#### Risultati
| \| andata (1ª) \| andata (1ª) \| 1ª giornata \| ritorno (2ª) \| ritorno (2ª) \| \| \| \| \| \| \| \| 23 gen. \| 1-3 \| Piemonte-Pro Vercelli II[14] \| 0-2 \| 6 feb. \| |             |                          |              |              |
| andata (1ª) | andata (1ª) | 1ª giornata              | ritorno (2ª) | ritorno (2ª) |
| |             |                          |              |              |
| 23 gen. | 1-3         | Piemonte-Pro Vercelli II | 0-2          | 6 feb.       |

| andata (1ª) | andata (1ª) | 1ª giornata              | ritorno (2ª) | ritorno (2ª) |
|             |             |                          |              |              |
| 23 gen.     | 1-3         | Piemonte-Pro Vercelli II | 0-2          | 6 feb.       |

## Eliminatorie lombarde

### Classifica finale
|  | Pos. | Squadra         | Pt | G | V | N | P | GF | GS | DR  |
|  | ---- | --------------- | -- | - | - | - | - | -- | -- | --- |
|  | 1.   | Libertas Milano | 6  | 3 | 3 | 0 | 0 | 12 | 2  | +10 |
|  | 2.   | Inter II        | 4  | 3 | 2 | 0 | 1 | 8  | 6  | +2  |
|  | 3.   | Milan II        | 2  | 3 | 1 | 0 | 2 | 5  | 10 | -5  |
|  | 4.   | US Milanese II  | 0  | 3 | 0 | 0 | 3 | 2  | 9  | -7  |

Legenda:
      Campione lombardo di Seconda Categoria 1909-1910.
Note:
Due punti a vittoria, uno a pareggio, zero a sconfitta.

### Risultati
| Prima giornata       | Sola andata | Sola andata |  |
|                      |             |             |  |
| Inter II-Milanese II | 4-1         | 2 gen.      |  |
| Libertas-Milan II    | 6-1         | 2 gen.      |  |

| Seconda giornata     | Sola andata | Sola andata |  |
|                      |             |             |  |
| Milan II-Inter II    | 1-3         | 23 gen.     |  |
| Libertas-Milanese II | 2-0         | 23 gen.     |  |

| \| Terza giornata \| Sola andata \| Sola andata \| \| \| \| \| \| Milanese II-Milan II \| 1-3 \| 16 gen. \| \| Libertas-Inter II \| 4-1 \| 16 gen. \| |             |             |
| Terza giornata | Sola andata | Sola andata |
| |             |             |
| Milanese II-Milan II | 1-3         | 16 gen.     |
| Libertas-Inter II | 4-1         | 16 gen.     |

## Eliminatorie liguri

### Classifica finale
|  | Pos. | Squadra         | Pt | G | V | N | P | GF | GS | DR |
|  | ---- | --------------- | -- | - | - | - | - | -- | -- | -- |
|  | 1.   | Andrea Doria II | 3  | 2 | 1 | 1 | 0 | 3  | 2  | +1 |
|  | 2.   | Genoa II        | 2  | 2 | 1 | 0 | 1 | 3  | 3  | 0  |
|  | 3.   | Spinola         | 1  | 2 | 0 | 1 | 0 | 2  | 3  | -1 |

Legenda:
      Campione ligure di Seconda Categoria 1909-1910.
Note:
Due punti a vittoria, uno a pareggio, zero a sconfitta.

### Risultati
| Prima giornata           | Sola andata | Sola andata |
|                          |             |             |
| Andrea Doria II-Genoa II | 2-1         | 2 gen.      |
| Riposa: Spinola          |             | 2 gen.      |

| Seconda giornata     | Sola andata | Sola andata |  |
|                      |             |             |  |
| Genoa II-Spinola     | 2-1         | 9 gen.      |  |
| Riposa: Andrea Doria |             | 9 gen.      |  |

| \| Terza giornata \| Sola andata \| Sola andata \| \| \| \| \| \| Spinola-Andrea Doria II \| 1-1 \| 16 gen. \| \| Riposa: Genoa \| \| 16 gen. \| |             |             |
| Terza giornata | Sola andata | Sola andata |
| |             |             |
| Spinola-Andrea Doria II | 1-1         | 16 gen.     |
| Riposa: Genoa |             | 16 gen.     |

## Girone nazionale

### Classifica finale
|  | Pos. | Squadra         | Pt | G | V | N | P | GF | GS | DR |
|  | ---- | --------------- | -- | - | - | - | - | -- | -- | -- |
|  | 1.   | Libertas Milano | 5  | 4 | 2 | 1 | 1 | 12 | 7  | +5 |
|  | 2.   | Pro Vercelli II | 5  | 4 | 2 | 1 | 1 | 8  | 4  | +4 |
|  | 3.   | Andrea Doria II | 2  | 4 | 1 | 0 | 3 | 6  | 15 | -9 |

Legenda:
      Campione italiano di Seconda Categoria 1909-1910.
Note:
Due punti a vittoria, uno a pareggio, zero a sconfitta.

### Risultati
| andata (1ª) | andata (1ª)      | 1ª giornata                     | ritorno (3ª) | ritorno (3ª) |
|             |                  |                                 |              |              |
| 13 feb.     | 3-2              | Andrea Doria II-Pro Vercelli II | 0-2          | 27 feb.      |
| 13 feb.     | Riposa: Libertas |                                 |              | 27 feb.      |

| andata (2ª) | andata (2ª)             | 2ª giornata              | ritorno (5ª) | ritorno (5ª) |
|             |                         |                          |              |              |
| 20 feb.     | 0-3                     | Libertas-Pro Vercelli II | 1-1          | 13 mar.      |
| 20 feb.     | Riposa: Andrea Doria II |                          |              | 13 mar.      |

| andata (1ª) | andata (1ª)      | 1ª giornata                     | ritorno (3ª) | ritorno (3ª) |
|             |                  |                                 |              |              |
| 13 feb.     | 3-2              | Andrea Doria II-Pro Vercelli II | 0-2          | 27 feb.      |
| 13 feb.     | Riposa: Libertas |                                 |              | 27 feb.      |

| andata (2ª) | andata (2ª)             | 2ª giornata              | ritorno (5ª) | ritorno (5ª) |
|             |                         |                          |              |              |
| 20 feb.     | 0-3                     | Libertas-Pro Vercelli II | 1-1          | 13 mar.      |
| 20 feb.     | Riposa: Andrea Doria II |                          |              | 13 mar.      |

| \| andata (4ª) \| andata (4ª) \| 3ª giornata \| ritorno (6ª) \| ritorno (6ª) \| \| \| \| \| \| \| \| 6 mar. \| 3-1 \| Libertas-Andrea Doria II \| 8-2 \| 20 mar. \| \| 6 mar. \| Riposa: Pro Vercelli II \| \| \| 20 mar. \| |                         |                          |              |              |
| andata (4ª) | andata (4ª)             | 3ª giornata              | ritorno (6ª) | ritorno (6ª) |
| |                         |                          |              |              |
| 6 mar. | 3-1                     | Libertas-Andrea Doria II | 8-2          | 20 mar.      |
| 6 mar. | Riposa: Pro Vercelli II |                          |              | 20 mar.      |

| andata (4ª) | andata (4ª)             | 3ª giornata              | ritorno (6ª) | ritorno (6ª) |
|             |                         |                          |              |              |
| 6 mar.      | 3-1                     | Libertas-Andrea Doria II | 8-2          | 20 mar.      |
| 6 mar.      | Riposa: Pro Vercelli II |                          |              | 20 mar.      |

### Spareggio
|                 | Risultati |                 | Luogo e data       |
| --------------- | --------- | --------------- | ------------------ |
| Libertas Milano | 2-0       | Pro Vercelli II | ???, 5 maggio 1910 |
|                 |           |                 |                    |

Libertas Campione d'Italia Seconda Categoria 1910

## Veneto
I disastrosi esiti della partecipazione delle formazioni venete ai campionati della stagione 1908-1909 aveva convinto la FIGC ad escluderle dai campionati nazionali successivi in attesa di un miglioramento qualitativo del gioco. Le proteste dei club del nordest non portarono che alla disputa di un campionato regionale per le prime squadre equiparato a puro titolo onorifico alla Seconda Categoria, mentre le formazioni riserve giocarono in Terza Categoria.

### Squadre partecipanti
| Club                               | Rosa     | Città   | Stadio                        |
| ---------------------------------- | -------- | ------- | ----------------------------- |
| Associazione Calcio Padova         | dettagli | Padova  | Campo Giovan Battista Belzoni |
| Associazione del Calcio di Vicenza | dettagli | Vicenza | Campo Borgo Casale            |
| Venezia Foot Ball Club             | dettagli | Venezia | Campo di Sant'Elena           |

### Classifica
Fonte:
|  | Pos. | Squadra | Pt | G | V | N | P | GF | GS | DR |
|  | ---- | ------- | -- | - | - | - | - | -- | -- | -- |
|  | 1.   | Vicenza | 7  | 4 | 3 | 1 | 0 | 7  | 3  | +3 |
|  | 2.   | Venezia | 5  | 4 | 2 | 1 | 1 | 7  | 4  | +3 |
|  | 3.   | Padova  | 0  | 4 | 0 | 0 | 4 | 2  | 9  | -7 |

Legenda:
      Campione di Seconda Categoria veneta 1909-1910.
Note:
Due punti a vittoria, uno a pareggio, zero a sconfitta.

### Risultati
Fonte:
| andata (1ª) | andata (1ª)    | 1ª giornata         | ritorno (2ª) | ritorno (2ª) |
|             |                |                     |              |              |
| 20 feb.     | 1-1            | Vicenza-Venezia FBC | 2-1          | 27 feb.      |
| 20 feb.     | Riposa: Padova |                     |              | 27 feb.      |

| andata (3ª) | andata (3ª)         | 2ª giornata    | ritorno (6ª) | ritorno (6ª) |
|             |                     |                |              |              |
| 6 mar.      | 3-1                 | Vicenza-Padova | 1-0          | 10 apr.      |
| 6 mar.      | Riposa: Venezia FBC |                |              | 10 apr.      |

| andata (1ª) | andata (1ª)    | 1ª giornata         | ritorno (2ª) | ritorno (2ª) |
|             |                |                     |              |              |
| 20 feb.     | 1-1            | Vicenza-Venezia FBC | 2-1          | 27 feb.      |
| 20 feb.     | Riposa: Padova |                     |              | 27 feb.      |

| andata (3ª) | andata (3ª)         | 2ª giornata    | ritorno (6ª) | ritorno (6ª) |
|             |                     |                |              |              |
| 6 mar.      | 3-1                 | Vicenza-Padova | 1-0          | 10 apr.      |
| 6 mar.      | Riposa: Venezia FBC |                |              | 10 apr.      |

| \| andata (4ª) \| andata (4ª) \| 3ª giornata \| ritorno (5ª) \| ritorno (5ª) \| \| \| \| \| \| \| \| 13 mar. \| 4-1 \| Venezia FBC-Padova[20] \| 1-0 \| 20 mar. \| \| 13 mar. \| Riposa: Vicenza \| \| \| 20 mar. \| |                 |                    |              |              |
| andata (4ª) | andata (4ª)     | 3ª giornata        | ritorno (5ª) | ritorno (5ª) |
| |                 |                    |              |              |
| 13 mar. | 4-1             | Venezia FBC-Padova | 1-0          | 20 mar.      |
| 13 mar. | Riposa: Vicenza |                    |              | 20 mar.      |

| andata (4ª) | andata (4ª)     | 3ª giornata        | ritorno (5ª) | ritorno (5ª) |
|             |                 |                    |              |              |
| 13 mar.     | 4-1             | Venezia FBC-Padova | 1-0          | 20 mar.      |
| 13 mar.     | Riposa: Vicenza |                    |              | 20 mar.      |

## Sud Italia
L'incontro di ritorno, Bari F.B.C.-Naples, non fu disputato per forfait della formazione di casa causato dall'infortunio del capitano dei biancorossi Randi; i due club chiesero in seguito l'annullamento del forfait e la disputa dell'incontro, ma stando ai resoconti ufficiali questa richiesta, la cui risposta della FIGC non è al momento riscontrata, dovette essere stata rigettata. Il Naples divenne quindi campione meridionale di Seconda Categoria 1909-1910.

### Classifica finale
|  | Pos. | Squadra  | Pt | G | V | N | P | GF | GS | DR |
|  | ---- | -------- | -- | - | - | - | - | -- | -- | -- |
|  | 1.   | Naples   | 4  | 1 | 1 | 0 | 0 | 8  | 2  | +6 |
|  | 2.   | Bari FBC | 0  | 1 | 0 | 0 | 1 | 2  | 8  | -6 |

Legenda:
      Campione del Sud Italia 1909-1910.
Note:
Due punti a vittoria, uno a pareggio, zero a sconfitta.

### Risultati
| \| andata (1ª) \| andata (1ª) \| 1ª giornata \| ritorno (2ª) \| ritorno (2ª) \| \| \| \| \| \| \| \| 20 feb. \| 6-2 \| [22]Naples-Bari FBC \| 2-0[14] \| 27 feb. \| |             |                 |              |              |
| andata (1ª) | andata (1ª) | 1ª giornata     | ritorno (2ª) | ritorno (2ª) |
| |             |                 |              |              |
| 20 feb. | 6-2         | Naples-Bari FBC | 2-0          | 27 feb.      |

| andata (1ª) | andata (1ª) | 1ª giornata     | ritorno (2ª) | ritorno (2ª) |
|             |             |                 |              |              |
| 20 feb.     | 6-2         | Naples-Bari FBC | 2-0          | 27 feb.      |